# 와 사상
와 사상(和の思想, わのしそう) 또는 와 정신(和の精神, わのせいしん), 와의 마음(和の心, わのこころ)은 일부 (보수적인) 지식인 · 평론가 · 사상가들이 일본의 정신 문화나 사회 특성을 설명할 때 쓰는 용어로, 이 용어를 사용해 일본의 문화를 설명하는 것(일본인론)을 일컫기도 한다. 즉, 일본인의 정신 문화적 본질은 개개인의 자율을 중시하는 것이 아니라 집단의 질서와 안녕, 또는 예의범절을 중시하는 것에 있다는 것이다.

## 개요
일본(대일본제국 포함)에서는 개성이나 자유보다 질서나 안녕을 중시하는 사람들이 '일본인은 와의 마음, 정신을 가진 민족이며 질서나 안녕을 어지럽히는 개성이나 자유는 허용하지 않는 민족'이라고 주장하면서 집단의 와를 중시하는 경향이 있다. 반대로 집단주의를 싫어하는 사람들은 그것을 '뒤처진 일본인의 본질'이라며 '진보한' 구미의 개인주의와 대비시켜 왔다. '동조 압력'이라는 말도 있으나, 이러한 사회적 분위기 자체는 일본에 국한된 것이 아니다.
와 사상론이 주장하는 일본인의 특질이 시대·지역·계층을 관통하여 성립하는 것인가에 대해 비판받기도 한다. 이는 여느 일본인론과 마찬가지다. 또한 자의적으로 선별한 보기들을 근거로 일본인의 '본질'을 설명하는 건 아닌지, 구미 사람들은 정말 '개성'을 중시하는지에 대해 의문이 제기되고 있다.
또 같은 개념을 아시아(유럽을 제외한 유라시아 대륙)의 여러 문화에도 적용하여, '아시아는 본질적으로 집단주의 문화'이며 '구미는 본질적으로 개인주의 문화'라는 담론을 펴기도 한다.
미국 국무성 일본부장 케빈 마허(전 오키나와 영사)는 '일본인은 와 문화를 트집을 잡아 무언가를 요구하는 수단으로 사용한다'고 했다. (2010년 12월 3일 미국 국무부가 아메리칸 대학교 연수 여행에서 학생들을 대상으로 진행한 강의)
한편 중국 공산당 통치하의 현대 중국(중화인민공화국)은 2004년부터 조화로운 사회를 이념으로 제창하면서 2012년부터 조화를 포함한 24자 12숙어를 사회주의 핵심 가치관으로 내세워 사회 슬로건으로 삼은 바 있다.